# 미셸 위 웨스트
미셸 위 웨스트[영어: Michelle Wie West, 한국명 위성미(魏聖美), 1989년 10월 11일~]는 미국 하와이주 호놀룰루 출신의 한국계 미국인 여자 프로 골프 선수이다. 메이저 대회인 2014 LPGA투어 US여자오픈 우승자이며, LPGA통산 4승을 거두었다.

## 생애
2005년 10월 14일 미국 여자 프로 골프 투어(LPGA) 삼성 월드 챔피언십에 출전하면서 프로에 데뷔했다.
2006년 미국 타임지가 선정한 100인안에 선정되었으며, 문화방송에서 미셸 위와의 토크 프로그램을 만들어서 방영하기도 했다. 미국 스탠퍼드 대학교에 조기전형으로 합격, 2007년 가을에 입학했다.
2009년 11월 16일 멕시코 과달라하라에서 열린 로레나 오초아 인비테이셔널 대회에서 생애 첫 LPGA 우승을 차지했다.

## 통산전적
- 2009 LPGA투어 로레나 오초아 인비테이셔널 우승
- 2010 LPGA투어 캐나다 여자오픈 우승
- 2014 LPGA투어 롯데 챔피언십 우승
- 2014 LPGA투어 US여자오픈 우승 - 메이저 대회
- LPGA통산 4승

## 국적
미셸 위는 미국에서 대한민국 국적을 가진 부모 사이에서 태어났으므로, 출생과 함께 대한민국과 미국의 이중 국적 보유자가 되었다. 대한민국에는 집안 연고가 있는 전남 장흥군을 등록기준지로 위성미라는 이름으로 출생 신고가 되어 있었다. 그 후 주로 미국 선수로 활동했으나, 위성미라는 한국 이름으로도 종종 대한민국 대회에 출전한 바 있다. 2013년 관보 고시에 의해 위성미의 대한민국 국적 상실 사실이 최종적으로 확인되었다.

## 가족 관계
- 할아버지: 위상규(1926년~2008년 12월 10일)
- 큰아버지 위봉
- 아버지: 위병욱(1962년생)
- 어머니: 서현경(1967년생) - 1985년 미스코리아 서울 입상자
- 시아버지: 제리 웨스트(1938년~2024년 6월 12일)
- 시어머니: 카렌 웨스트
- 배우자: 조니 웨스트(1988년 5월 18일생,2019년 8월 10일 결혼)
  - 딸: 마케나 카말레이 유나 웨스트(2020년 6월 19일생)
  - 아들: 재거 제리 유준 웨스트(2024년 10월생)